# Baza namiotowa w Radocynie
Baza namiotowa w Radocynie – studencka baza namiotowa, prowadzona przez Studenckie Koło Przewodników Górskich w Krakowie, położona na terenie nieistniejącej wsi Radocyna (w rzeczywistości leży już na terenie wioski Czarne), w dolinie Wisłoki w Beskidzie Niskim. W lipcu 2012 roku baza obchodziła swoje 25-lecie istnienia.
Baza oferuje 30 miejsc noclegowych w namiotach bazowych oraz możliwość rozbicia własnych. Na jej terenie znajduje się wiata kuchenna oraz miejsce na ognisko. Woda czerpana jest z pobliskiej rzeki. Czynna jest w okresie letnim (1 lipca – 31 sierpnia).

## Szlaki turystyczne
- Folusz – Magura Wątkowska – Bartne – Banica – Wołowiec – Nieznajowa – Radocyna – Konieczna – Przełęcz Dujawa
- Radocyna – Cmentarz wojenny nr 45 – Lipna
- Radocyna – Konieczna – Lipna – Czarne – Radocyna
- Przełęcz Dujawa – Radocyna – Czarne – Jasionka – Krzywa – Banica – Bacówka PTTK w Bartnem – Bartne